# Motivation EP
Motivation EP és un EP llançat per Sum 41 el 12 de març del 2002. Va ser lliurat després del senzill "Motivation" al públic per fer augmentar la popularitat del seu senzill i per incloure la cançó "What We're All About" dins de la discografia de la banda.

## Llista de pistes
1. "Motivation"
2. "All She's Got" (Directe)
3. "Crazy Amanda Bunkface" (Directe)
4. "What We're All About"